# Copa Davis 1986
La Copa Davis de 1986 fue la 75.ª edición del torneo de tenis masculino más importante por naciones. Participaron dieciséis equipos en el Grupo Mundial y más de cincuenta en los diferentes grupos regionales.

## Movilidad entre grupos: 1985 a 1986
| Categoría       | Categoría   | Grupos | Grupos | Grupos | Grupos | Grupos | Grupos | Grupos | Grupos | Grupos | Grupos | Grupos | Grupos | Grupos | Grupos | Grupos | Grupos | Grupos | Grupos |
| --------------- | ----------- | --- | --- | --- | --- | --- | --- | --- | --- | --- | --- | --- | --- | --- | --- | --- | --- | --- | --- |
| 1.º             | 1.º         | Mundial · 16 equipos · \| · Alemania Fed. \| · Australia \| · Checoslovaquia \| · Dinamarca \| \| · Ecuador \| · España \| · Estados Unidos \| · Gran Bretaña \| \| · India \| · Italia \| · México \| · Nueva Zelanda \| \| · Paraguay \| · Suecia \| · Unión Soviética \| · Yugoslavia \| \| --------------- \| ----------- \| ----------------- \| --------------- \| | Mundial · 16 equipos · \| · Alemania Fed. \| · Australia \| · Checoslovaquia \| · Dinamarca \| \| · Ecuador \| · España \| · Estados Unidos \| · Gran Bretaña \| \| · India \| · Italia \| · México \| · Nueva Zelanda \| \| · Paraguay \| · Suecia \| · Unión Soviética \| · Yugoslavia \| \| --------------- \| ----------- \| ----------------- \| --------------- \| | Mundial · 16 equipos · \| · Alemania Fed. \| · Australia \| · Checoslovaquia \| · Dinamarca \| \| · Ecuador \| · España \| · Estados Unidos \| · Gran Bretaña \| \| · India \| · Italia \| · México \| · Nueva Zelanda \| \| · Paraguay \| · Suecia \| · Unión Soviética \| · Yugoslavia \| \| --------------- \| ----------- \| ----------------- \| --------------- \| | Mundial · 16 equipos · \| · Alemania Fed. \| · Australia \| · Checoslovaquia \| · Dinamarca \| \| · Ecuador \| · España \| · Estados Unidos \| · Gran Bretaña \| \| · India \| · Italia \| · México \| · Nueva Zelanda \| \| · Paraguay \| · Suecia \| · Unión Soviética \| · Yugoslavia \| \| --------------- \| ----------- \| ----------------- \| --------------- \| | Mundial · 16 equipos · \| · Alemania Fed. \| · Australia \| · Checoslovaquia \| · Dinamarca \| \| · Ecuador \| · España \| · Estados Unidos \| · Gran Bretaña \| \| · India \| · Italia \| · México \| · Nueva Zelanda \| \| · Paraguay \| · Suecia \| · Unión Soviética \| · Yugoslavia \| \| --------------- \| ----------- \| ----------------- \| --------------- \| | Mundial · 16 equipos · \| · Alemania Fed. \| · Australia \| · Checoslovaquia \| · Dinamarca \| \| · Ecuador \| · España \| · Estados Unidos \| · Gran Bretaña \| \| · India \| · Italia \| · México \| · Nueva Zelanda \| \| · Paraguay \| · Suecia \| · Unión Soviética \| · Yugoslavia \| \| --------------- \| ----------- \| ----------------- \| --------------- \| | Mundial · 16 equipos · \| · Alemania Fed. \| · Australia \| · Checoslovaquia \| · Dinamarca \| \| · Ecuador \| · España \| · Estados Unidos \| · Gran Bretaña \| \| · India \| · Italia \| · México \| · Nueva Zelanda \| \| · Paraguay \| · Suecia \| · Unión Soviética \| · Yugoslavia \| \| --------------- \| ----------- \| ----------------- \| --------------- \| | Mundial · 16 equipos · \| · Alemania Fed. \| · Australia \| · Checoslovaquia \| · Dinamarca \| \| · Ecuador \| · España \| · Estados Unidos \| · Gran Bretaña \| \| · India \| · Italia \| · México \| · Nueva Zelanda \| \| · Paraguay \| · Suecia \| · Unión Soviética \| · Yugoslavia \| \| --------------- \| ----------- \| ----------------- \| --------------- \| | Mundial · 16 equipos · \| · Alemania Fed. \| · Australia \| · Checoslovaquia \| · Dinamarca \| \| · Ecuador \| · España \| · Estados Unidos \| · Gran Bretaña \| \| · India \| · Italia \| · México \| · Nueva Zelanda \| \| · Paraguay \| · Suecia \| · Unión Soviética \| · Yugoslavia \| \| --------------- \| ----------- \| ----------------- \| --------------- \| | Mundial · 16 equipos · \| · Alemania Fed. \| · Australia \| · Checoslovaquia \| · Dinamarca \| \| · Ecuador \| · España \| · Estados Unidos \| · Gran Bretaña \| \| · India \| · Italia \| · México \| · Nueva Zelanda \| \| · Paraguay \| · Suecia \| · Unión Soviética \| · Yugoslavia \| \| --------------- \| ----------- \| ----------------- \| --------------- \| | Mundial · 16 equipos · \| · Alemania Fed. \| · Australia \| · Checoslovaquia \| · Dinamarca \| \| · Ecuador \| · España \| · Estados Unidos \| · Gran Bretaña \| \| · India \| · Italia \| · México \| · Nueva Zelanda \| \| · Paraguay \| · Suecia \| · Unión Soviética \| · Yugoslavia \| \| --------------- \| ----------- \| ----------------- \| --------------- \| | Mundial · 16 equipos · \| · Alemania Fed. \| · Australia \| · Checoslovaquia \| · Dinamarca \| \| · Ecuador \| · España \| · Estados Unidos \| · Gran Bretaña \| \| · India \| · Italia \| · México \| · Nueva Zelanda \| \| · Paraguay \| · Suecia \| · Unión Soviética \| · Yugoslavia \| \| --------------- \| ----------- \| ----------------- \| --------------- \| | Mundial · 16 equipos · \| · Alemania Fed. \| · Australia \| · Checoslovaquia \| · Dinamarca \| \| · Ecuador \| · España \| · Estados Unidos \| · Gran Bretaña \| \| · India \| · Italia \| · México \| · Nueva Zelanda \| \| · Paraguay \| · Suecia \| · Unión Soviética \| · Yugoslavia \| \| --------------- \| ----------- \| ----------------- \| --------------- \| | Mundial · 16 equipos · \| · Alemania Fed. \| · Australia \| · Checoslovaquia \| · Dinamarca \| \| · Ecuador \| · España \| · Estados Unidos \| · Gran Bretaña \| \| · India \| · Italia \| · México \| · Nueva Zelanda \| \| · Paraguay \| · Suecia \| · Unión Soviética \| · Yugoslavia \| \| --------------- \| ----------- \| ----------------- \| --------------- \| | Mundial · 16 equipos · \| · Alemania Fed. \| · Australia \| · Checoslovaquia \| · Dinamarca \| \| · Ecuador \| · España \| · Estados Unidos \| · Gran Bretaña \| \| · India \| · Italia \| · México \| · Nueva Zelanda \| \| · Paraguay \| · Suecia \| · Unión Soviética \| · Yugoslavia \| \| --------------- \| ----------- \| ----------------- \| --------------- \| | Mundial · 16 equipos · \| · Alemania Fed. \| · Australia \| · Checoslovaquia \| · Dinamarca \| \| · Ecuador \| · España \| · Estados Unidos \| · Gran Bretaña \| \| · India \| · Italia \| · México \| · Nueva Zelanda \| \| · Paraguay \| · Suecia \| · Unión Soviética \| · Yugoslavia \| \| --------------- \| ----------- \| ----------------- \| --------------- \| | Mundial · 16 equipos · \| · Alemania Fed. \| · Australia \| · Checoslovaquia \| · Dinamarca \| \| · Ecuador \| · España \| · Estados Unidos \| · Gran Bretaña \| \| · India \| · Italia \| · México \| · Nueva Zelanda \| \| · Paraguay \| · Suecia \| · Unión Soviética \| · Yugoslavia \| \| --------------- \| ----------- \| ----------------- \| --------------- \| | Mundial · 16 equipos · \| · Alemania Fed. \| · Australia \| · Checoslovaquia \| · Dinamarca \| \| · Ecuador \| · España \| · Estados Unidos \| · Gran Bretaña \| \| · India \| · Italia \| · México \| · Nueva Zelanda \| \| · Paraguay \| · Suecia \| · Unión Soviética \| · Yugoslavia \| \| --------------- \| ----------- \| ----------------- \| --------------- \| |
| 2.º             | 2.º         | Zona de África · 9 equipos · Argelia · (N) Costa de Marfil · (N) Kenia · (N) Libia · Marruecos · (N) Nigeria · Senegal · Túnez · Zimbabue · | Zona de Europa y África A · 12 equipos (+ Zimbabue) · Austria · Bulgaria · Chipre · Egipto · Finlandia · Francia · Luxemburgo · (N) Malta · Polonia · Portugal · Rumania · Turquía · | Zona de Europa y África B · 10 equipos (+ Nigeria) · Bélgica · Grecia · Hungría · Irlanda · Israel · Mónaco · Noruega · Países Bajos · (N) Siria · Suiza · | Zona de Oriente · 13 equipos · (N) Bangladés · China · China Taipéi · Corea del Sur · Filipinas · Hong Kong · Indonesia · Japón · Malasia · Pakistán · Singapur · Sri Lanka · Tailandia · | Zona de América · 9 equipos · Argentina · Brasil · Canadá · Chile · Colombia · Indias Occ./Caribe · Perú · Uruguay · Venezuela · | | | | | | | | | | | | | |
| · Alemania Fed. | · Australia | · Checoslovaquia | · Dinamarca | | | | | | | | | | | | | | | | |
| · Ecuador       | · España    | · Estados Unidos | · Gran Bretaña | | | | | | | | | | | | | | | | |
| · India         | · Italia    | · México | · Nueva Zelanda | | | | | | | | | | | | | | | | |
| · Paraguay      | · Suecia    | · Unión Soviética | · Yugoslavia | | | | | | | | | | | | | | | | |

## Grupo Mundial
|  | Octavos de final | Octavos de final |                |   | Cuartos de final | Cuartos de final |  |  | Semifinales | Semifinales |  |  | Final           | Final           |
|  | 7-10 marzo       | 7-10 marzo       |                |   | 18-20 julio      | 18-20 julio      |  |  | 3-5 octubre | 3-5 octubre |  |  | 26-28 diciembre | 26-28 diciembre |
|  |                  |                  |                |   |                  |                  |  |  |             |             |  |  |                 |                 |
|  |                  |                  |                |   |                  |                  |  |  |             |             |  |  |                 |                 |
|  |                  |                  |                |   |                  |                  |  |  |             |             |  |  |                 |                 |
|  | Alemania Fed.    | 2                |                |   |                  |                  |  |  |             |             |  |  |                 |                 |
|  | Alemania Fed.    | 2                |                |   |                  |                  |  |  |             |             |  |  |                 |                 |
|  | México           | 3                |                |   |                  |                  |  |  |             |             |  |  |                 |                 |
|  | México           | 3                | México         | 1 |                  |                  |  |  |             |             |  |  |                 |                 |
|  |                  |                  |                | 1 |                  |                  |  |  |             |             |  |  |                 |                 |
|  |                  | Estados Unidos   | 4              |   |                  |                  |  |  |             |             |  |  |                 |                 |
|  | Estados Unidos   | Estados Unidos   | 4              | 3 |                  |                  |  |  |             |             |  |  |                 |                 |
|  | Estados Unidos   |                  |                | 3 |                  |                  |  |  |             |             |  |  |                 |                 |
|  | Ecuador          | 2                |                |   |                  |                  |  |  |             |             |  |  |                 |                 |
|  | Ecuador          | 2                | Estados Unidos | 1 |                  |                  |  |  |             |             |  |  |                 |                 |
|  |                  |                  |                | 1 |                  |                  |  |  |             |             |  |  |                 |                 |
|  |                  | Australia        | 3              |   |                  |                  |  |  |             |             |  |  |                 |                 |
|  | Australia        | Australia        | 3              | 4 |                  |                  |  |  |             |             |  |  |                 |                 |
|  | Australia        |                  |                | 4 |                  |                  |  |  |             |             |  |  |                 |                 |
|  | Nueva Zelanda    | 1                |                |   |                  |                  |  |  |             |             |  |  |                 |                 |
|  | Nueva Zelanda    | 1                | Australia      | 4 |                  |                  |  |  |             |             |  |  |                 |                 |
|  |                  |                  |                | 4 |                  |                  |  |  |             |             |  |  |                 |                 |
|  |                  | Gran Bretaña     | 1              |   |                  |                  |  |  |             |             |  |  |                 |                 |
|  | España           | Gran Bretaña     | 1              | 1 |                  |                  |  |  |             |             |  |  |                 |                 |
|  | España           |                  |                | 1 |                  |                  |  |  |             |             |  |  |                 |                 |
|  | Gran Bretaña     | 4                |                |   |                  |                  |  |  |             |             |  |  |                 |                 |
|  | Gran Bretaña     | 4                | Australia      | 3 |                  |                  |  |  |             |             |  |  |                 |                 |
|  |                  |                  |                | 3 |                  |                  |  |  |             |             |  |  |                 |                 |
|  |                  | Suecia           | 2              |   |                  |                  |  |  |             |             |  |  |                 |                 |
|  | Unión Soviética  | Suecia           | 2              | 2 |                  |                  |  |  |             |             |  |  |                 |                 |
|  | Unión Soviética  |                  |                | 2 |                  |                  |  |  |             |             |  |  |                 |                 |
|  | Yugoslavia       | 3                |                |   |                  |                  |  |  |             |             |  |  |                 |                 |
|  | Yugoslavia       | 3                | Yugoslavia     | 0 |                  |                  |  |  |             |             |  |  |                 |                 |
|  |                  |                  |                | 0 |                  |                  |  |  |             |             |  |  |                 |                 |
|  |                  | Checoslovaquia   | 5              |   |                  |                  |  |  |             |             |  |  |                 |                 |
|  | India            | Checoslovaquia   | 5              | 1 |                  |                  |  |  |             |             |  |  |                 |                 |
|  | India            |                  |                | 1 |                  |                  |  |  |             |             |  |  |                 |                 |
|  | Checoslovaquia   | 4                |                |   |                  |                  |  |  |             |             |  |  |                 |                 |
|  | Checoslovaquia   | 4                | Checoslovaquia | 1 |                  |                  |  |  |             |             |  |  |                 |                 |
|  |                  |                  |                | 1 |                  |                  |  |  |             |             |  |  |                 |                 |
|  |                  | Suecia           | 4              |   |                  |                  |  |  |             |             |  |  |                 |                 |
|  | Paraguay         | Suecia           | 4              | 1 |                  |                  |  |  |             |             |  |  |                 |                 |
|  | Paraguay         |                  |                | 1 |                  |                  |  |  |             |             |  |  |                 |                 |
|  | Italia           | 4                |                |   |                  |                  |  |  |             |             |  |  |                 |                 |
|  | Italia           | 4                | Italia         | 0 |                  |                  |  |  |             |             |  |  |                 |                 |
|  |                  |                  |                | 0 |                  |                  |  |  |             |             |  |  |                 |                 |
|  |                  | Suecia           | 5              |   |                  |                  |  |  |             |             |  |  |                 |                 |
|  | Dinamarca        | Suecia           | 5              | 0 |                  |                  |  |  |             |             |  |  |                 |                 |
|  | Dinamarca        |                  |                | 0 |                  |                  |  |  |             |             |  |  |                 |                 |
|  | Suecia           | 5                |                |   |                  |                  |  |  |             |             |  |  |                 |                 |
|  | Suecia           | 5                |                |   |                  |                  |  |  |             |             |  |  |                 |                 |

- En cursiva equipos que juegan de local.

## Final
| Kooyong Stadium, Melbourne, Australia 26 al 28 de diciembre de 1986 |  |                             |    |    |   |   |   |
| \| 1 \| \| Pat Cash \| 13 \| 13 \| 6 \| \| \| \| 1 \| \| Stefan Edberg \| 11 \| 11 \| 4 \| \| \| \| 2 \| \| Paul McNamee \| 3 \| 1 \| 3 \| \| \| \| 2 \| \| Mikael Pernfors \| 6 \| 6 \| 6 \| \| \| \| 3 \| \| Pat Cash-John Fitzgerald \| 6 \| 6 \| 4 \| 6 \| \| \| 3 \| \| Stefan Edberg-Anders Järryd \| 3 \| 4 \| 6 \| 1 \| \| \| 4 \| \| Pat Cash \| 2 \| 4 \| 6 \| 6 \| 6 \| \| 4 \| \| Mikael Pernfors \| 6 \| 6 \| 3 \| 4 \| 3 \| \| 5 \| \| Paul McNamee \| 8 \| 4 \| \| \| \| \| 5 \| \| Stefan Edberg \| 10 \| 6 \| \| \| \| |  |                             |    |    |   |   |   |
| 1 |  | Pat Cash                    | 13 | 13 | 6 |   |   |
| 1 |  | Stefan Edberg               | 11 | 11 | 4 |   |   |
| 2 |  | Paul McNamee                | 3  | 1  | 3 |   |   |
| 2 |  | Mikael Pernfors             | 6  | 6  | 6 |   |   |
| 3 |  | Pat Cash-John Fitzgerald    | 6  | 6  | 4 | 6 |   |
| 3 |  | Stefan Edberg-Anders Järryd | 3  | 4  | 6 | 1 |   |
| 4 |  | Pat Cash                    | 2  | 4  | 6 | 6 | 6 |
| 4 |  | Mikael Pernfors             | 6  | 6  | 3 | 4 | 3 |
| 5 |  | Paul McNamee                | 8  | 4  |   |   |   |
| 5 |  | Stefan Edberg               | 10 | 6  |   |   |   |

## Repesca al Grupo Mundial de 1987
Los equipos perdedores de los octavos de final debían jugar entre sí para mantener la categoría.
| Sede de la confrontación | Superficie          | Equipo local  | Marcador | Equipo visitante |
| ------------------------ | ------------------- | ------------- | -------- | ---------------- |
| Asunción                 | Arcilla             | Paraguay      | 3-2      | Dinamarca        |
| Essen                    | Moqueta, bajo techo | Alemania Fed. | 5–0      | Ecuador          |
| Barcelona                | Arcilla             | España        | 5–0      | Nueva Zelanda    |
| Nueva Delhi              | Césped              | India         | 4–1      | Unión Soviética  |

En lugar de los descendidos, fueron promovidos al Grupo Mundial los siguientes países:
- Francia (Ganador de la Zona de Europa/África A)
- Israel (Ganador de la Zona de Europa/África B)
- Corea del Sur (Ganador de la Zona de Oriente)
- Argentina (Ganador de la Zona de América)